# Zamek w Pieszycach
Pałac w Pieszycach – zabytkowy zamek w Pieszycach – mieście w Polsce, w województwie dolnośląskim, w powiecie dzierżoniowskim, w południowo-zachodniej części Kotliny Dzierżoniowskiej, u podnóża Gór Sowich.
Obiekt wybudowany około 1550 r., rozbudowany w latach 1615–1617 i znacznie powiększony w latach 1710–1730. Obecnie własność prywatna.

## Historia
Pałac w Pieszycach został wzniesiony około 1500 r. jako renesansowy dwór. W 1607 dziedziczka Marie von Reibnitz (1589-1617) wyszła za mąż za Friedricha von Gellhorna Mł. (1582-1632), z którym miała syna Ernsta (zm. 1679). Obiekt znacznie przebudowano w latach 1615-1617. W 1705 zamek kupił Bernhard Bonit  vel Bonnet von Mohrenthal, kupiec z Lubeki osiadły w Jeleniej Górze. W latach 1710–1730 budowla została znacznie przebudowana i powiększona na obecną barokową rezydencję. W roku 1818 pałac był restaurowany i w dużym stopniu zmienił swój wygląd. W latach siedemdziesiątych XX wieku był doraźnie remontowany z przeznaczeniem na cele wypoczynkowe. Później stopniowo niszczał i był rozgrabiany. W 2000 roku pałac został kupiony przez prywatnego inwestora, który rozpoczął remont obiektu.

## Architektura
Pałac jest budowlą trzyskrzydłową, założoną na planie podkowy otwartej w kierunku południowo-wschodnim, skrzydła są częściowo podpiwniczone i nakryte dachami mansardowymi z lukarnami. Na fasadzie (elewacja południowo-wschodnia) jest główne wejście, z ozdobionym balkonowym portalem i kwadratową wieżą. Elewacje mają podziały ramowe. Przyziemie jest z boniowanymi lizenami, nad nimi gzyms i pilastry wielkiego porządku, dzielące kolejne kondygnacje. Okna są w obramieniach, część z kluczem, nad oknami drugiej kondygnacji widnieją ozdobne gzymsy. W pałacu znajduje się 66 pomieszczeń o powierzchni około 3.000 m² i kubaturze 14.820 m³. Układ wnętrz jest dwutraktowy, z centralną przelotową sienią sklepioną kolebką z lunetami i sklepieniem krzyżowym. Na południe od sieni reprezentacyjny hol i klatka schodowa. Skrzydło wschodnie jest jednotraktowe.
Nad głównym wejściem kartusz z herbem von Mohrenthal, natomiast nad balkonem pierwszego piętra z herbem  von Gellhorn. Poniżej w gzymsie rok AD MMVI (2006).

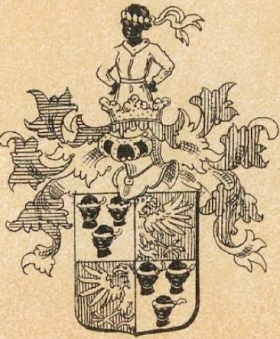
Herb von Mohrenthal (odmiana)
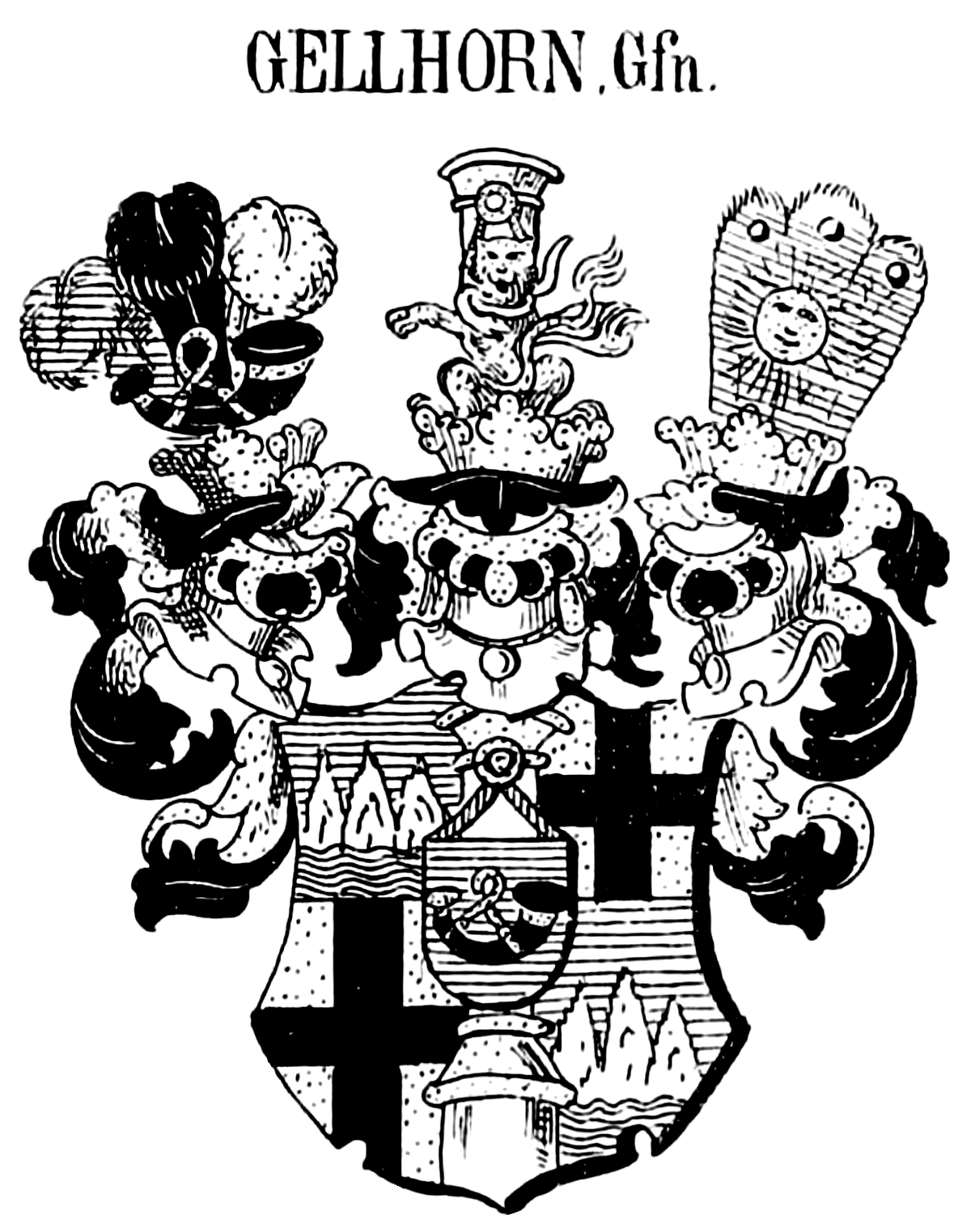
Herb von Gellhorn